# Bradyidius plinioi
Bradyidius plinioi är en kräftdjursart som beskrevs av Campaner 1978. Bradyidius plinioi ingår i släktet Bradyidius och familjen Aetideidae. Inga underarter finns listade i Catalogue of Life.